# Pelochrista agrestana
Pelochrista agrestana es una especie de polilla perteneciente al género Pelochrista, categorizada en la tribu Eucosmini, de la subfamilia Olethreutinae.

## Distribución
Se distribuye por Croacia.

## Taxonomía
Fue descrita por Treitschke en 1830 y publicada por primera vez en Schmett. Eur. 8: 180.